# Cyanonemertes
Cyanonemertes elegans
Genre
Espèce
Cyanonemertes est un genre de vers aquatiques de l'ordre des Monostilifera. Le genre, monotypique, n'est assigné à aucune famille et n'est représenté que par l'espèce Cyanonemertes elegans Iwata, 2007, trouvée dans l’État de Washington, aux États-Unis.

## Publication originale
- (en) Fumio Iwata, « Cyanonemertes elegans, new genus, new species, a marine hoplonemertean from Washington state, U.S.A », Proceedings of the Biological Society of Washington, Washington, Biological Society of Washington (d), vol. 120, no 2,‎ août 2007, p. 197-213 (ISSN 0006-324X et 1943-6327, OCLC 1536434, DOI 10.2988/0006-324X(2007)120[197:CENGNS]2.0.CO;2).